# アレクセイ・ブドリン
アレクセイ・ブドリン（Aleksei Budõlin、1976年4月5日- ）は、エストニアのタリン出身の柔道選手。階級は81kg級。身長177cm。

## 人物
2000年シドニーオリンピックでは準々決勝で韓国の趙麟徹に警告で敗れるが、3位決定戦ではフランスのジャメル・ブーラに効果で勝って銅メダルを獲得した。2001年の世界選手権では決勝で趙に掬投で敗れて2位となった。2003年の世界選手権では3位だった。翌年の2004年アテネオリンピックでは3回戦で敗れた。2009年に引退すると、2013年からはエストニアナショナルチームの監督に就任した。

## 主な戦績
- 1996年 - 世界ジュニア　7位
- 1996年 - ヨーロッパジュニア　優勝
- 1997年 - ポーランド国際　3位
- 1998年 - チェコ国際　優勝
- 1999年 - フランス国際　3位
- 1999年 - ヨーロッパ選手権　2位
- 2000年 - フランス国際　3位
- 2000年 - ハンガリー国際　3位
- 2000年 - ヨーロッパ選手権　3位
- 2000年 - シドニーオリンピック　3位
- 2001年 - エストニア国際　優勝
- 2001年 - チェコ国際　優勝
- 2001年 - ポーランド国際　優勝
- 2001年 - ヨーロッパ選手権　優勝
- 2001年 - 世界選手権　2位
- 2001年 - グランプリ・モスクワ　優勝
- 2002年 - エストニア国際　優勝
- 2002年 - ポーランド国際　2位
- 2002年 - ヨーロッパ選手権　2位
- 2002年 - グランプリ・モスクワ　優勝
- 2003年 - エストニア国際　優勝
- 2003年 - ヨーロッパ選手権　3位
- 2003年 - 世界選手権　3位
- 2004年 - ハンガリー国際　優勝
- 2005年 - ハンガリー国際　優勝
- 2005年 - ポーランド国際　2位
- 2005年 - エストニア国際　2位
- 2005年 - 世界選手権　7位
- 2006年 - チェコ国際　2位
- 2008年 - チェコ国際　3位
- 2008年 - エストニア国際　3位